# 耽美主義
耽美主義（たんびしゅぎ、英: aestheticism）は、道徳功利性を廃して美の享受・形成に最高の価値を置く西欧の芸術思潮である。これを是とする風潮は19世紀後半、フランス・イギリスを中心に起こり、生活を芸術化して官能の享楽を求めた。1860年頃に始まり、作品の価値はそれに込められた思想やメッセージではなく、形態と色彩の美にあるとする立場である。唯美主義、審美主義とも。

## 概略
ルース・アプ・ロバーツは、トーマス・カーライルの耽美への先駆的貢献を認めて、1825年から1827年のイギリスの美の使徒と呼んだ。アルジャーノン・スウィンバーンがある絵画を評して曰く「この絵の意味は美そのものだ。存在することだけが、この絵の存在理由(Raison d'être ) なのだ」という表現が耽美主義の本質を説明している。耽美主義者の中ではオスカー・ワイルドなどが代表的である。19世紀の末に近づくにつれ、デカダンスの様相を呈した反社会的な動きとなっていった。これは、当時ヨーロッパを席巻していた楽観的な進歩主義へのアンチテーゼでもあった。
その反社会的傾向から悪魔主義などと括られることもあるが、耽美主義自体は悪魔主義や退廃芸術とは必ずしも一致しない。むしろ感性の復興という意味ではルネサンスとも通底している。その一方で神秘主義とも相通じるものもある。フランス人作家ペラダン は「美が生み出すのは感情を観念に昇華させる歓びである」と語っている。同性愛やサディズム、マゾヒズム、エロチシズムなども、耽美主義の作風に含まれることが、しばしば見受けられる。
耽美主義の流れは日本の知識人や文化人、芸術家にも影響を与えた。谷崎潤一郎は、著名な日本の耽美主義の小説家である。また、泉鏡花や江戸川乱歩も同様に耽美主義の作家である。また、三島由紀夫も耽美派に含まれる場合がある。

## スタイル

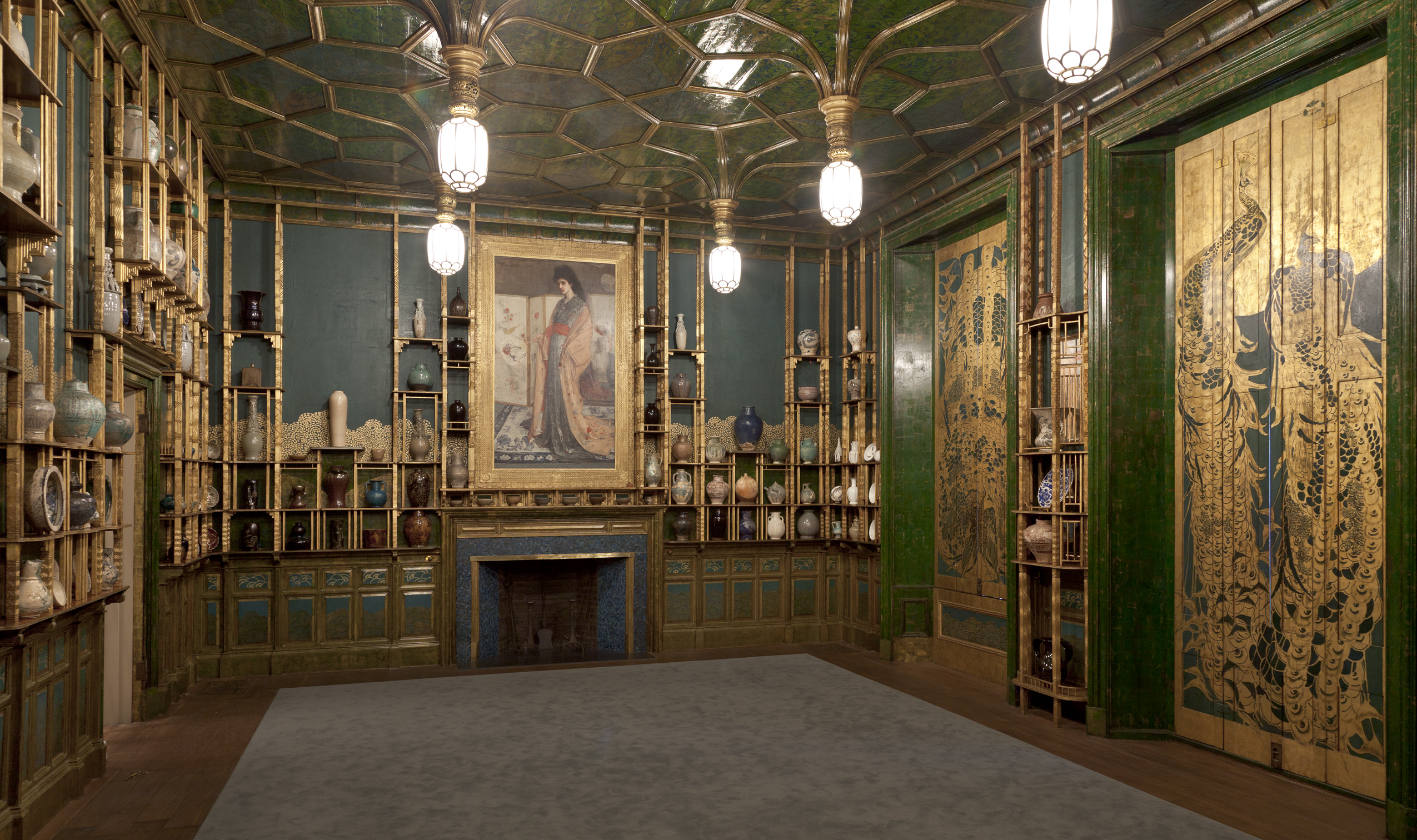
孔雀の間。建築主の所有する染付の磁器コレクションとホイッスラーの「陶磁の国の姫君」を飾るよう設計されたがホイッスラーが勝手に部屋全体を紺と金に塗り替え、孔雀を描き足した

さまざまな様式が混交しているが、古典主義や日本美術の影響が大きく、1870年から1900年にかけて流行した。特徴的なモチーフとしては、孔雀の羽、ひまわり、青と白のセラミック（染付）、強い色彩などがある。代表的な人物としては、ジェームズ・マクニール・ホイッスラー（1880年代半ばに耽美派運動から離反）、ビアズリー、オスカー・ワイルドなど。室内装飾としては、船舶王の邸宅の食堂だった孔雀の間（1877年作、現フリーア美術館所蔵）、ハーボーンにあった邸宅ザ・グローブのパネルの部屋（1878年作、現ヴィクトリア&アルバート博物館所蔵）などがある。耽美派の室内装飾には、日本の版画や衝立、扇などがよく使われた。

## 耽美派
耽美主義を奉ずる文芸上・芸術上の一派。唯美派。

### 文芸
- エドガー・アラン・ポー（アメリカ、始祖的存在）
- オスカー・ワイルド (アイルランド出身、代表作『サロメ』)
- シャルル・ボードレール
- テオフィル・ゴーティエ
- ピエール・ルイス
- ピエール・ロティ (フランス、2度来日。作品『お菊さん』、『秋の日本』)
- ウォルター・ペイター（ワイルドの師）
- ダンテ・ロセッティ
- マシュー・アーノルド (イギリスの耽美派詩人)
- ジョン・ラスキン（ラファエル前派に影響を与えた）
- 谷崎潤一郎
- 江戸川乱歩
- 夢野久作
- 沼正三
- 三島由紀夫
- 澁澤龍彦
- 中井英夫
- 上田敏
- 泉鏡花
- 永井荷風
- 吉井勇（パンの会）
- 木下杢太郎（パンの会）
- 石井柏亭（パンの会）
- 北原白秋
- 日夏耿之介（作家論を著した）

### 絵画・美術
- オーブリー・ビアズリー
- ギュスターヴ・モロー
- オディロン・ルドン
- グスタフ・クリムト
- エゴン・シーレ
- ジェームズ・マクニール・ホイッスラー
- フェリシアン・ロップス
- 月岡芳年　-　残酷絵
- 伊藤晴雨　-　責め絵
- 金子国義
- 村上芳正
- 建石修志

### 映画
映画における耽美主義は、芸術における流派、あるいは芸術家自身の主張というよりは、むしろ「美のための美を追求する」という創作態度や、そこから生まれてくる芸術作品というべきものであるから、周囲がどう評価するかにかかわる場合が多い。次の映画作家の作品は、耽美主義的傾向が強いと指摘されることが多い。
- ピーター・グリーナウェイ ( 「英国式庭園殺人事件」、「ピーター・グリーナウェイの枕草子」など)
- ルキノ・ヴィスコンティ ( 「山猫」、「異邦人」、「地獄に堕ちた勇者ども」、「ベニスに死す」、「ルートヴィヒ」、「イノセント」など)
- デレク・ジャーマン -　LGBT運動の象徴にとして扱われた。
- ヴェルナー・シュレーター
- ジャン・コクトー
- 松本俊夫

### 音楽
グラム・ロック、ゴシック・ロックやニューウェイブの一部に、耽美主義的傾向が濃厚に出ている。
- デヴィッド・ボウイ
- ルー・リード, ヴェルヴェット・アンダーグラウンド
- マーク・ボラン&Tレックス
- ザ・スミス

### 写真
- 細江英公

## ギャラリー

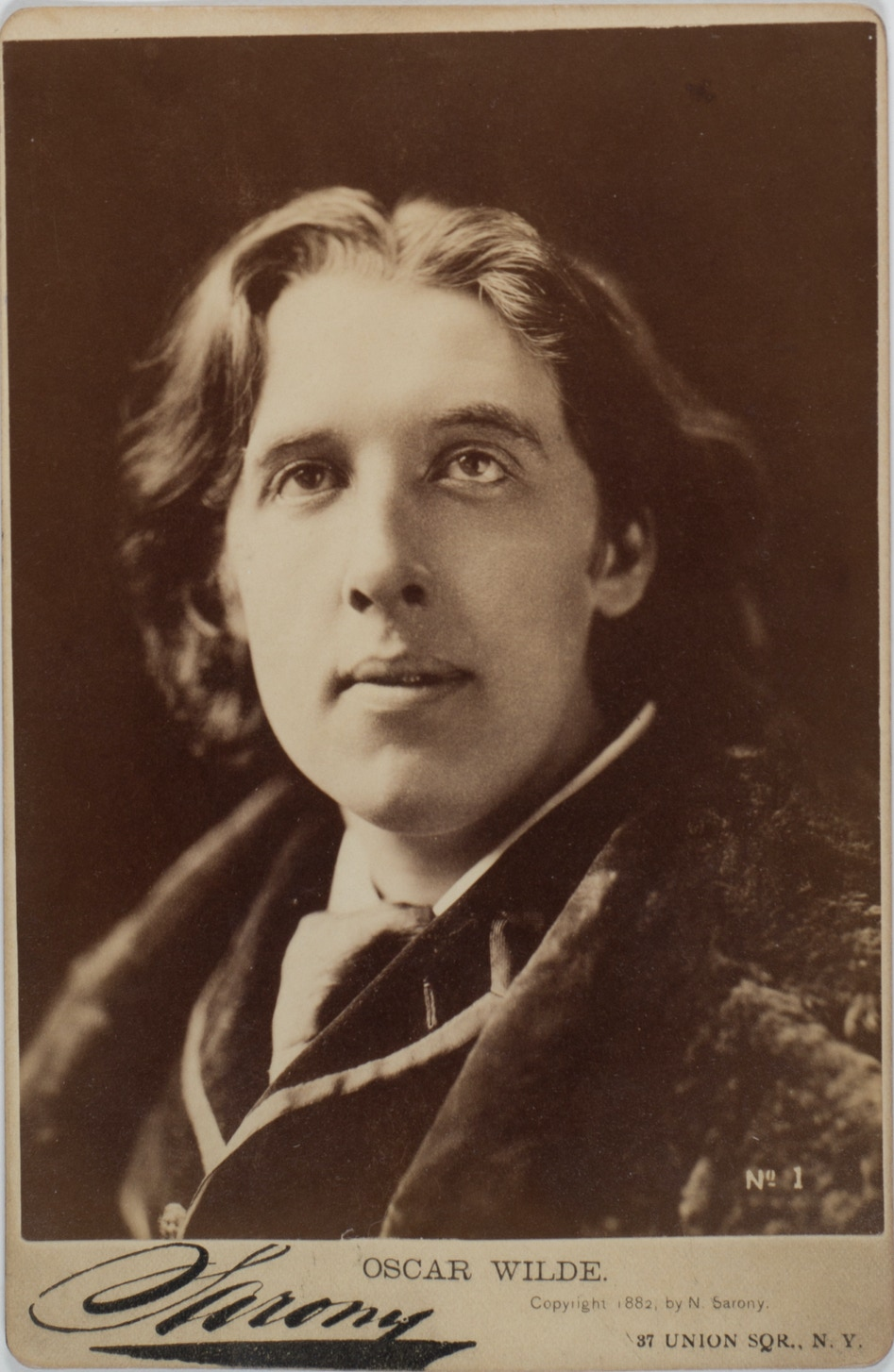
オスカー・ワイルド
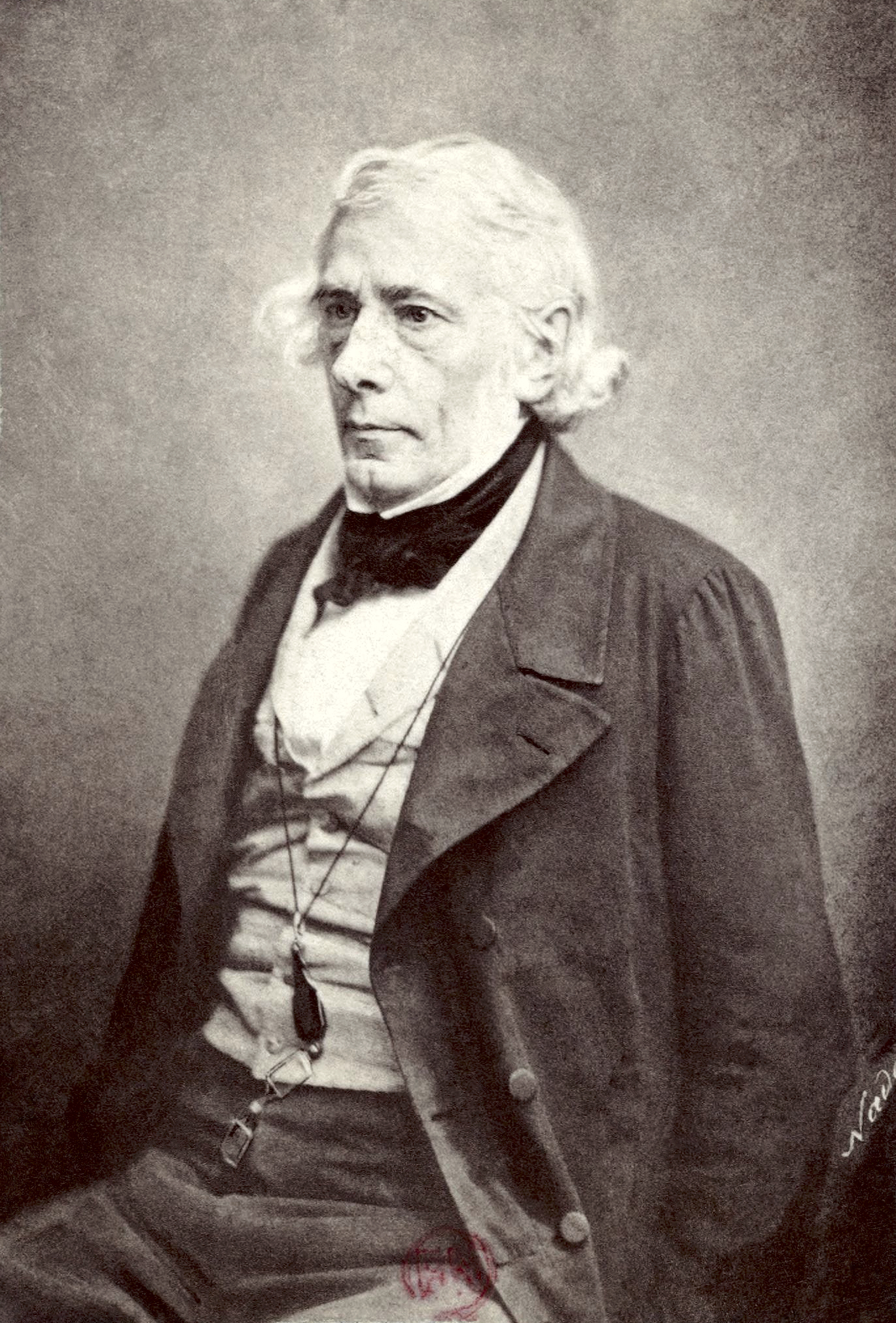
ヴィクトル・カズン（en）（哲学者）
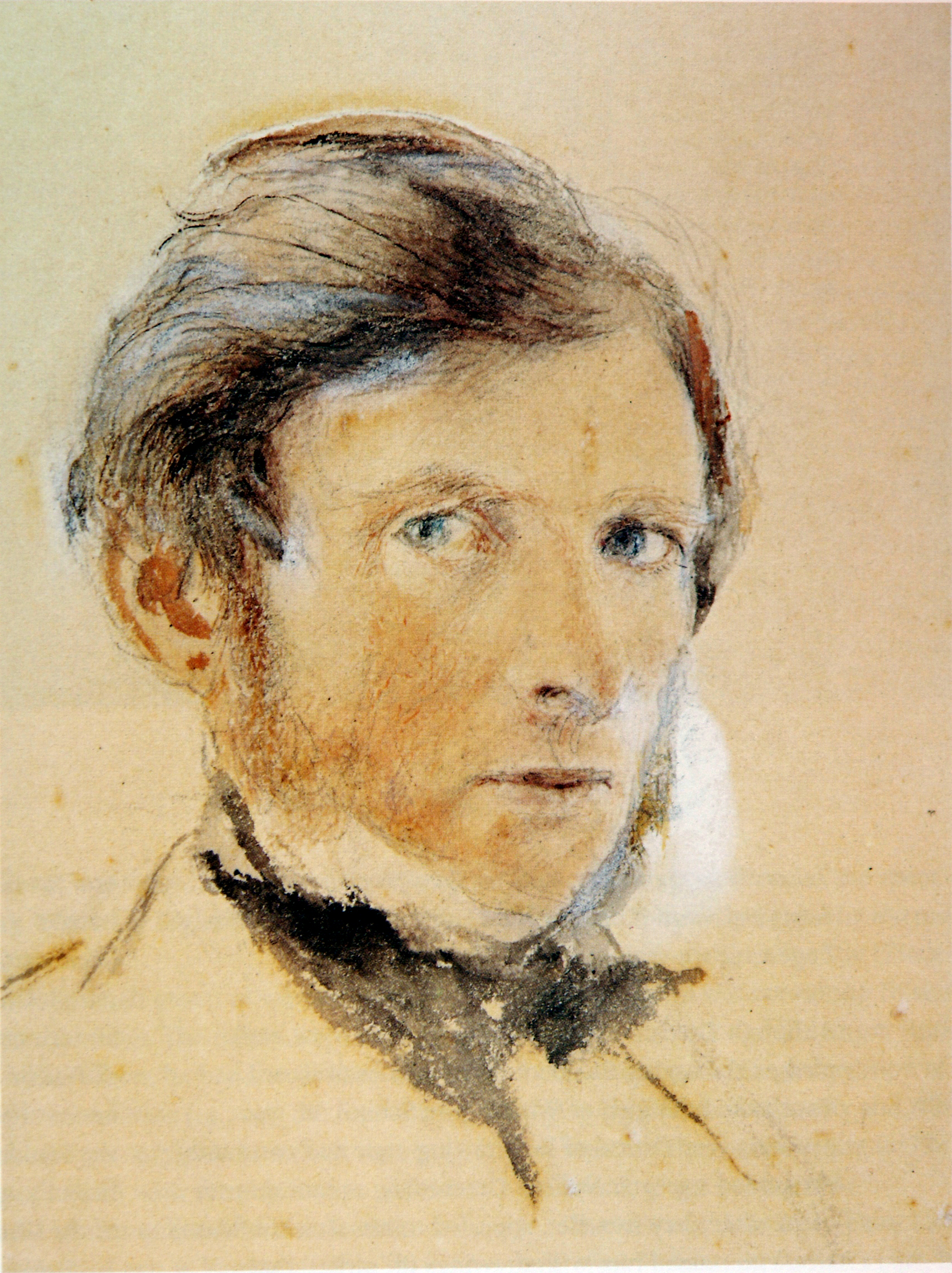
ジョン・ラスキン（評論家）
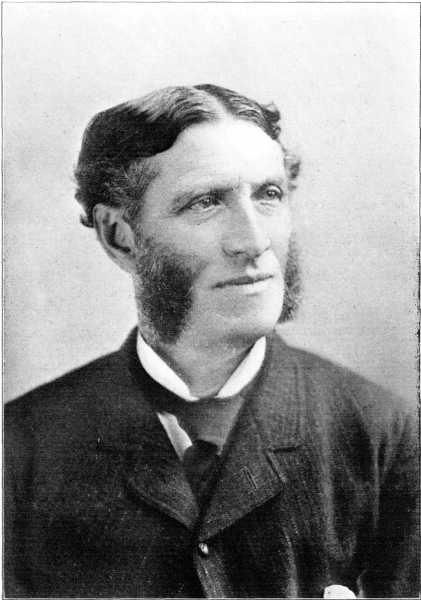
マシュー・アーノルド
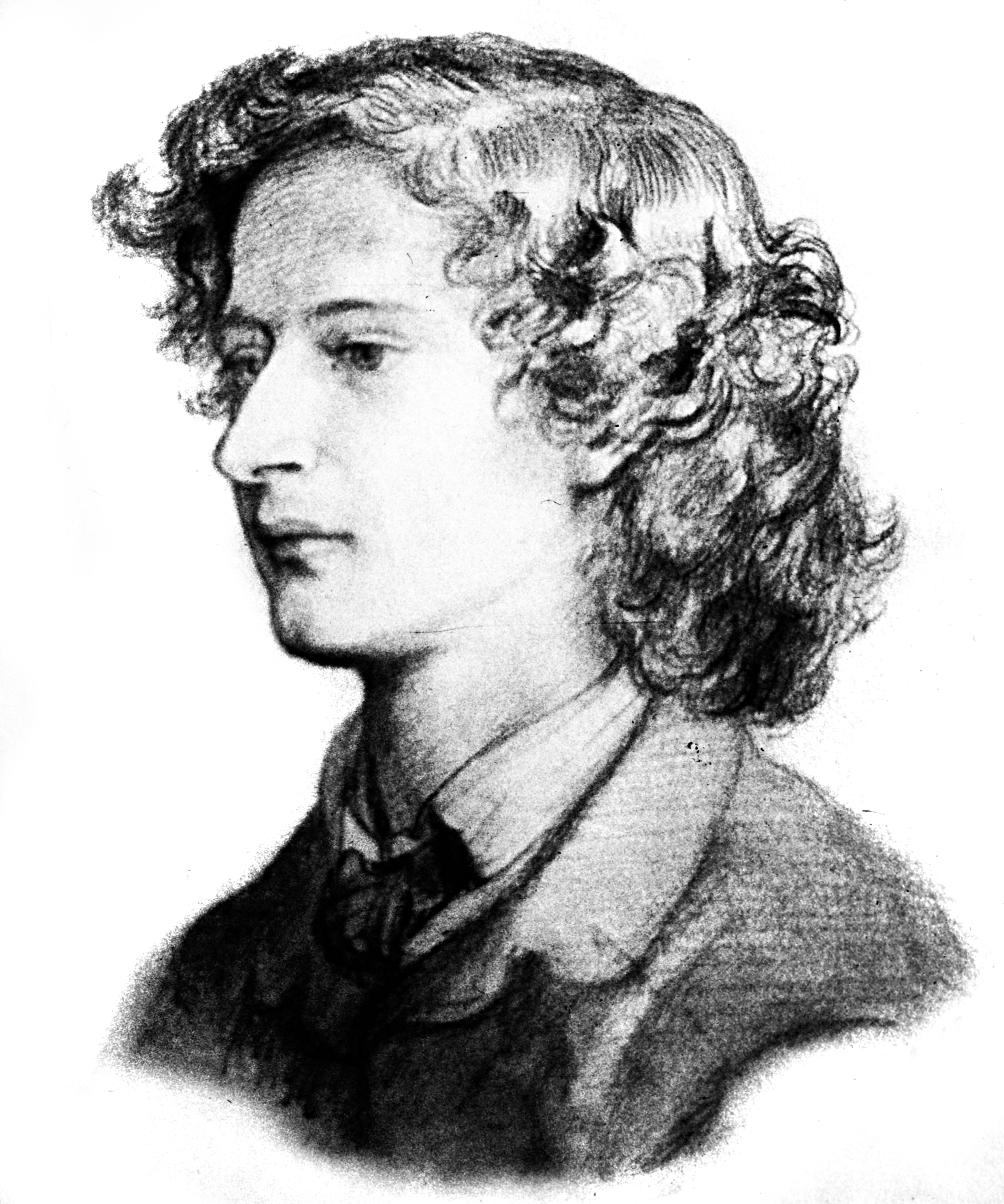
アルジャーノン・チャールズ・スウィンバーン（詩人）
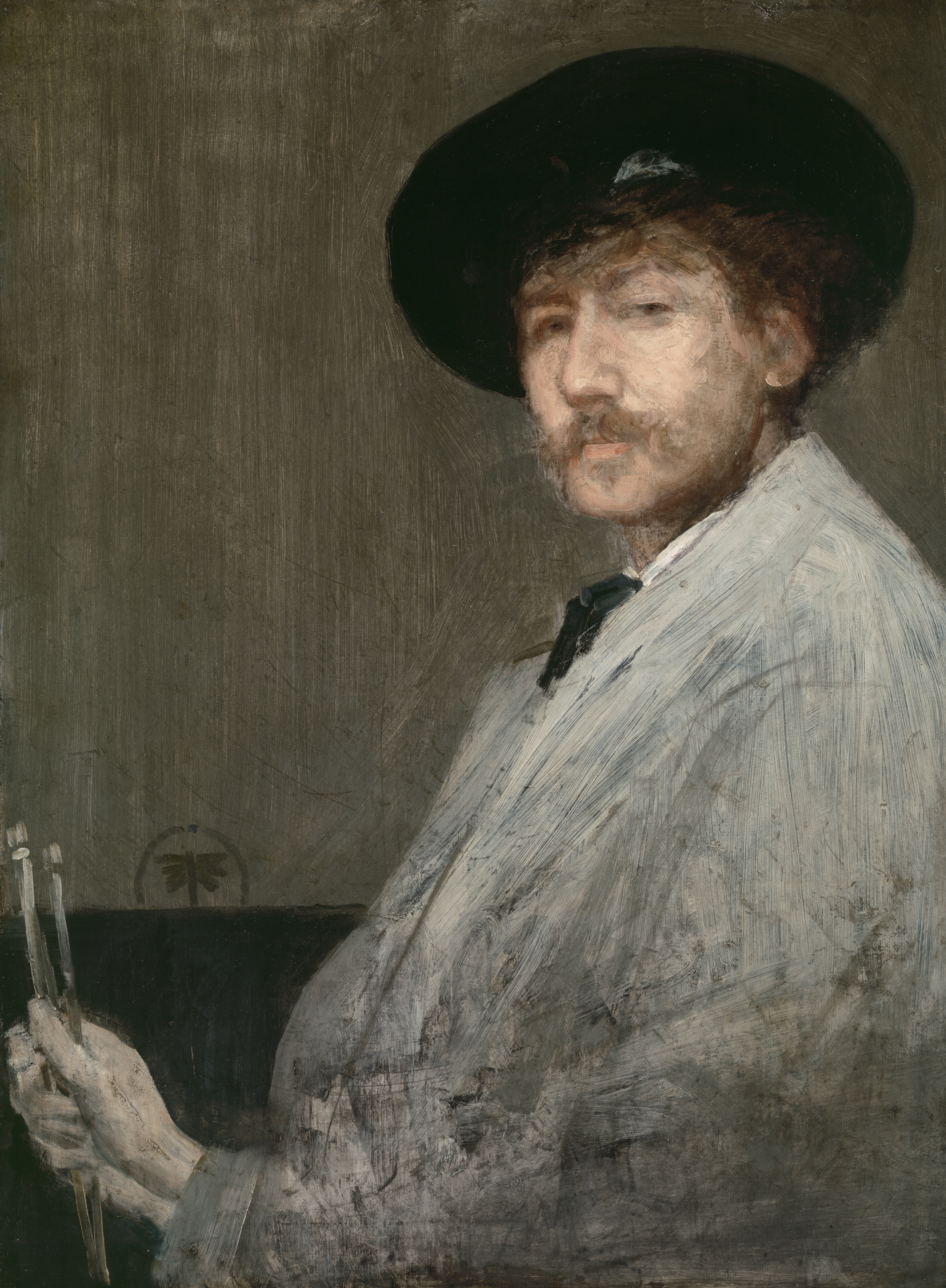
ジェームズ・マクニール・ホイッスラー（画家）

## 読書案内
- 岡谷公二『ピエル・ロティの館　エグゾティスムという病い』作品社、2000。ISBN 9784878937576